# تينيريف

علم

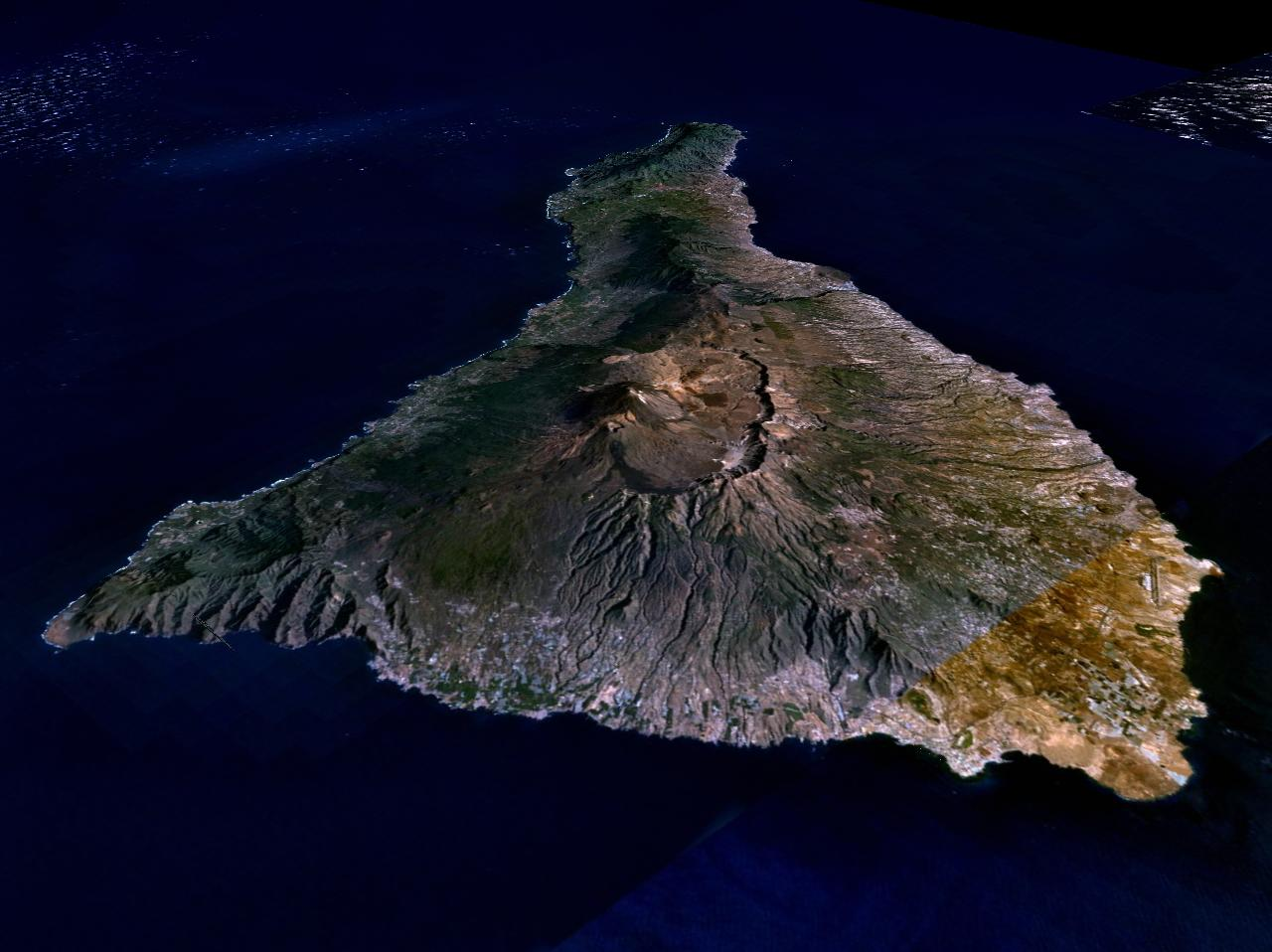
الجزيرة رؤيته من الفضاء.

تينيريف أو تِنِرِيفِه أو تنريفي أو تنريف (بالإسبانية: Tenerife)، هي أكبر وأكثر جزر الكناري سكانًا، وهي إقليم يتمتع بالحكم الذاتي تابع لإسبانيا. تبلغ مساحتها 2,034.38 كيلومترًا مربعًا (785.48 ميلًا مربعًا)، ويبلغ عدد سكانها 965,575 نسمة اعتبارًا من أبريل 2025، ما يجعلها الجزيرة الأكثر اكتظاظًا بالسكان في إسبانيا وفي كامل منطقة ماكرونيزيا. كما تحتضن تينيريفي 42.7% من إجمالي سكان الأرخبيل.
يزور تينيريفي أكثر من سبعة ملايين سائح سنويًا (7,384,707 زائرًا في عام 2024)، مما يجعلها، وبفارق كبير، الجزيرة الأكثر زيارة في الأرخبيل. وتُعد من أهم الوجهات السياحية في إسبانيا والعالم، وتستضيف أحد أكبر الكرنفالات في العالم، وهو كرنفال سانتا كروز دي تينيريفي.
عاصمة الجزيرة هي سانتا كروز دي تينيريفي، وهي كذلك مقر المجلس الجزيري (كابيلدو إنسولار). وتُعد هذه المدينة، إلى جانب لاس بالماس دي غران كناريا، العاصمة المشتركة لإقليم الحكم الذاتي لجزر الكناري. تستضيف كلتا المدينتين مؤسسات حكومية، مثل مكاتب الرئاسة والوزارات. وقد تم اعتماد هذا الترتيب منذ عام 1927 بأمر من التاج الإسباني. (وكانت سانتا كروز دي تينيريفي العاصمة الوحيدة لجزر الكناري من عام 1833 حتى 1927). تحتوي المدينة على أوديتوريو دي تينيريفي الحديث، الذي يُعد رمزًا معماريًا لجزر الكناري.
تحتضن الجزيرة جامعة لا لاغونا، التي تأسست عام 1792 في مدينة سان كريستوبال دي لا لاغونا، وهي أقدم جامعة في جزر الكناري. وتُعد لا لاغونا موقعًا مدرجًا ضمن قائمة التراث العالمي لليونسكو، كما أنها ثاني أكبر مدينة في الجزيرة، وثالث أكبر مدينة في الأرخبيل. وكانت العاصمة السابقة لجزر الكناري قبل أن تحلّ محلها سانتا كروز عام 1833. تضم تينيريفي مطارين: مطار تينيريفي الشمالي ومطار تينيريفي الجنوبي.
يُعد منتزه تيد الوطني، الواقع في وسط الجزيرة، موقعًا آخر من مواقع التراث العالمي لليونسكو. ويشمل جبل تيد، أعلى قمة في إسبانيا، وأعلى نقطة في جميع جزر المحيط الأطلسي. كما يُعد ثالث أكبر بركان في العالم إذا ما قيس من قاعدته. كما تضم الجزيرة كتلة جبلية تُعرف باسم ماسيزو دي أناجا (سلسلة أناجا الجبلية)، والتي أُدرجت كمحمية محيط حيوي من قبل اليونسكو منذ عام 2015. وتينيريفي هي أيضًا الجزيرة التي تحتوي على أكبر عدد من الأنواع المتوطنة في أوروبا.

## تاريخ
قبل وصول الغزاة الإسبان في القرن الخامس عشر، كانت الجزيرة بمثابة الثقافة الأم لغوانش الذين يُعتقد أنهم ينحدرون من سوس ودرعة هاجروا إلى الأرخبيل بين 1000-100 ق.م. وهم ينحدرون من أصول أمازيغية. يمكن اعتبار الغوانش -كمجموعة متمايزة- بأنهم شعب منقرض. كانت سمة هامة من سمات دينهم تحنيط الجثث، بطريقة مماثلة جدًا لطريقة المومياوات في المصرية القديمة. كما قدموا أصنام الطين الصغيرة والطاسات للاحتفالات الدينية. قُسمت الجزيرة إلى تسع ممالك للسكان الأصليين.
في 1496 انهزم غوانش من قبل القوات الإسبانية. تعرضت القوات الإسبانية لهزيمة على يد السكان الأصليين في معركة في 1494. ومع ذلك، وبفضل التكنولوجيا والأمراض الجديدة التي لم تكن مناعية لدى السكان الأصليين الذين أصابهم الضعف ضد قوات تاج قشتالة من خلال معارك متتالية بلغت ذروتها في غزو الجزيرة في سبتمبر 1496.
بعد الفتح، أُدخلت زراعة قصب السكر، بينما في قرون لاحقة، كان الاقتصاد يعتمد على استخدام المحاصيل الأخرى مثل الكروم، الموز والقرمزي لصنع الأصباغ.
هوجمت الجزيرة من قبل البريطانيين في 1797. وفي 25 يوليو، هاجم هوراشيو نيلسون سانتا كروث دي تنريفه، والعاصمة. بعد معركة شرسة، هزم البريطانيين.
عالم الطبيعة ألكسندر فون هومبولت صعد ذروة تيد وملاحظات عن جمال الجزيرة. بدأ السياح يزورون تينريف بأعداد كبيرة في 1890، وخاصة مدينتي بويرتو دي لا كروز وسانتا كروث دي تنريفه.
قبل صعوده إلى السلطة، أُرسل فرانسيسكو فرانكو إلى تينريف في آذار/ مارس عام 1936 من قبل حكومة الجمهورية كتحذير من نفوذه والميول السياسية. في تينريف، نظم فرانكو الانقلاب الذي من شأنه أن يُسبب الحرب الأهلية الإسبانية. سقطت جزر الكناري بيد القوميين في يوليو 1936، وكان سكانها يخضعون لعمليات إعدام جماعية لمعارضي النظام الجديد. في 1950، وبسبب بؤس سنوات ما بعد الحرب هاجر الآلاف من الناس إلى كوبا وأمريكا اللاتينية، وخاصة فنزويلا.

### آثار تاريخية
*بين معالمها الرئيسية هي:
- كنيسة الحبل بلا دنس (سان كريستوبال دي لا لاغونا)
- كاتدرائية لا لاغونا
- بازيليكا دي كانديلاريا
- كنيسة الحبل بلا دنس (سانتا كروث دي تينيريفه)
- معبد سانتا كروث دي تينيريفه الماسوني
- متحف الطبيعة والإنسان

## التقسيم الإداري
عاصمة الجزيرة والمقاطعة سانتا كروث دي تنريفه، وهي أكبر مدينة يسكنها 222 417 نسمة. تشكل مع بالماس قنارية أيضًا عاصمة جزر الكناري؛ حيث كانت عاصمة مشتركة بين عامي 1833-1927.
و في عام 1927 صدر مرسوما بجعل سانتا كروز العاصمة.
سان كريستوبال دي لا لاغونا هي ثاني أكبر مدينة في الجزيرة ويسكنها ثلث سكان جزر الكناري. وسان كريستوبال دي لا لاغونا مدينة من مواقع التراث العالمي.
توجد في الجزيرة «جامعة لا لاغون» التي تأسست في عام 1792، وهي أقدم جامعات الكناري.
ويوجد في تنريفه أعلى جبال إسبانيا وهو جبل بركاني يسمى إلـ تيد ويبلغ ارتفاعه 3718 متر. هو ثالث أضخم بركان في العالم، وهو موقع للتراث العالمي.

## الطبيعة

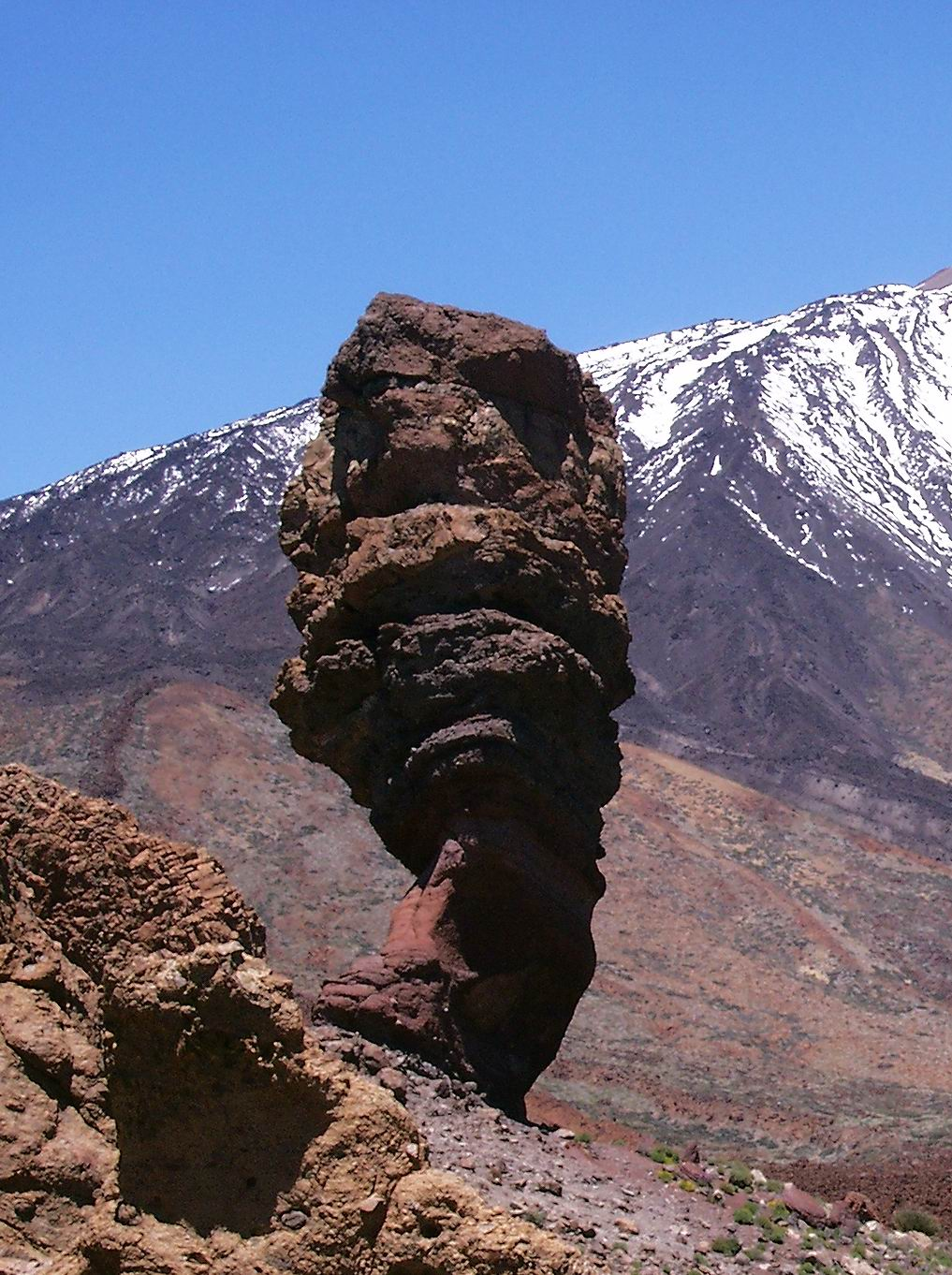
Los Roques de García)

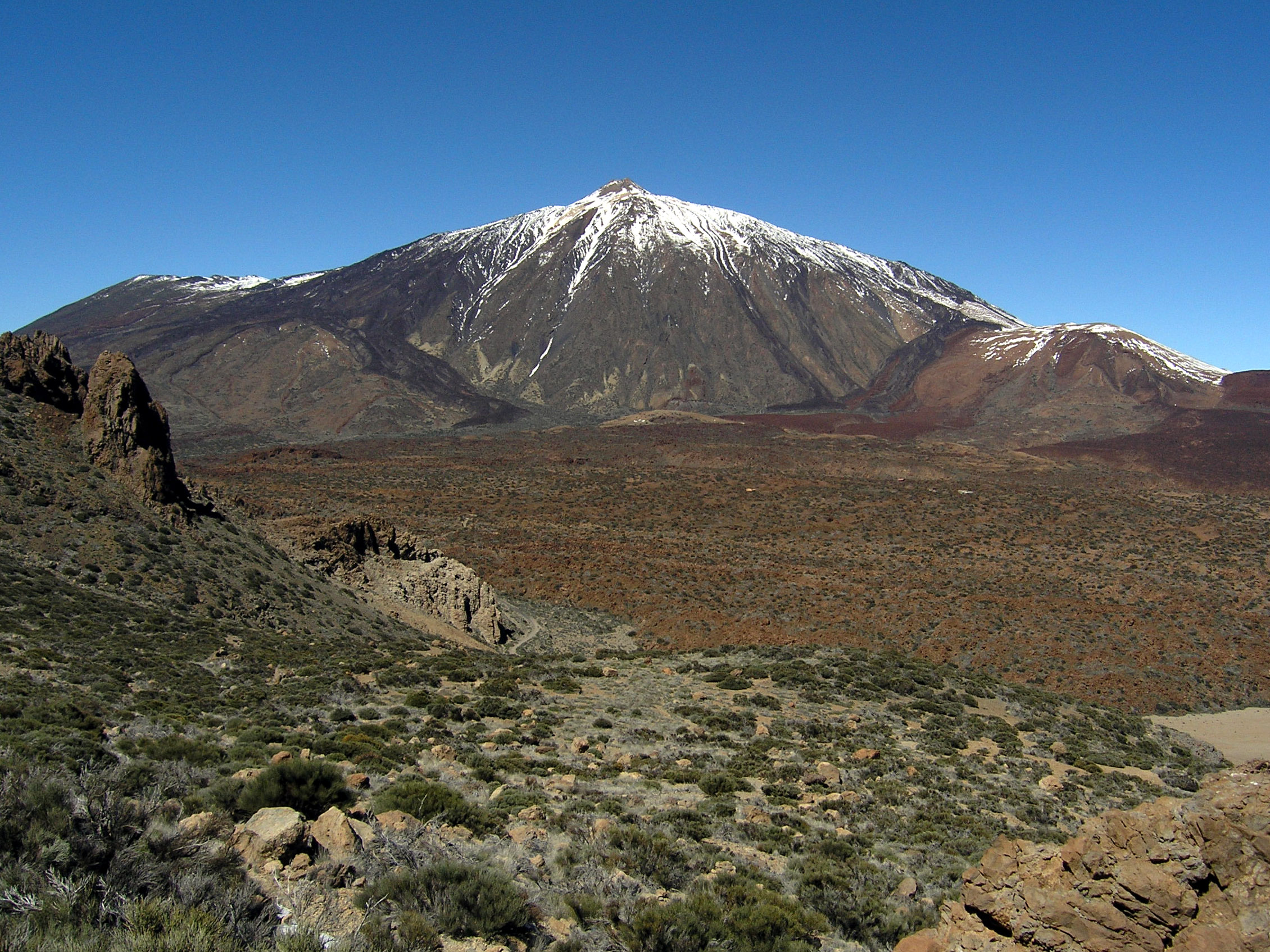
تيد, الجبل المقدس لدى قبائل الغوانش

الجزيرة ومكان آخر في اليونسكو مثل مواقع التراث العالمي الذي هو أيضا الأكثر زيارة والحديقة الوطنية في إسبانيا، والسيد تيد الحديقة الوطنية، حيث أعلى نقطة من إسبانيا وثالث أكبر بركان في العالم من قاعدتها، تيد. يسلط الضوء أيضا على كهف الرياح والذي هو أكبر جبل بركاني في أوروبا والخامس في العالم. أعلنت أناجا كتلة صخرية محمية المحيط الحيوي في عام 2015.

## السياحة

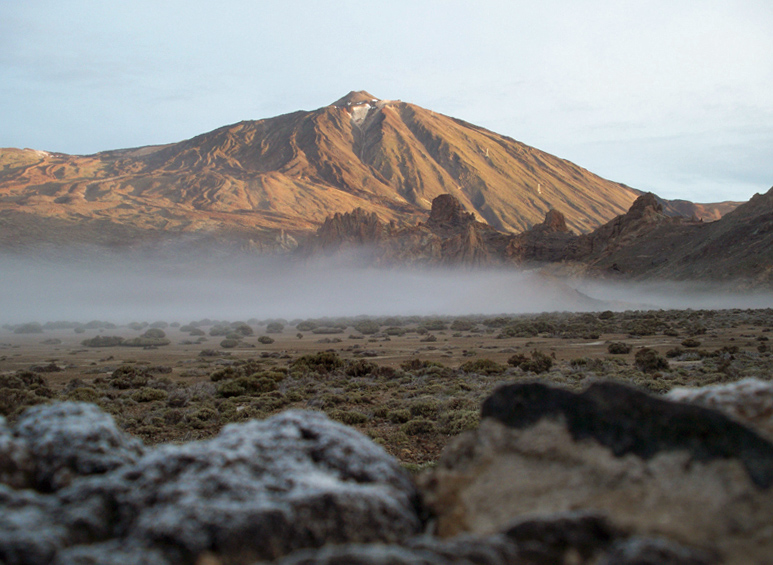
تيد, أعلى قمة جبلية في إسبانيا وثالث أكبر بركان في العالم.

إن تنريف وجهة سياحية كبيرة في إسبانيا والخارج، وتلقي أكثر من خمسة ملايين سائحًا سنويًا. وتشتهر الجزيرة كرنفال سانتا كروز دي تينيريف بها، التي تعتبر ثاني أكبر اقتصاد في العالم، وأعلن المهرجان الدولي للسياحة الدولية.
مناطق الجذب السياحي في الجزيرة هي البلديات في المدينة الجنوبية والشمالية من بويرتو دي لا كروز. تيد الحديقة الوطنية هي الأكثر زيارة في إسبانيا واحدة من الحدائق الوطنية الأكثر زيارة في العالم.
مدينة سان كريستوبال دي لا لاغونا أعلن التراث العالمي من قبل اليونسكو منذ عام 1999. ويوجد في المدينة عدد كبير من الكنائس المسيحية والأديرة. المدينة أيضًا لديها تأثير ديني قوي، لأنها هي كاتدرائية لا لاغونا، موطن الأسقف الكاثوليكي تينيريفه وغيرها من الكنائس المسيحية الرئيسية. مثل الحبل بلا دنس.
وعلاوة على ذلك، في الجزيرة هياكل متنوعة، والتي تؤكد على الاستعمار ولكن المعاصرة خاصة جسدت المبنى الحديث للدي تنريف أوبرا، وتقع في شنت قروش تنريف.

## الديانة

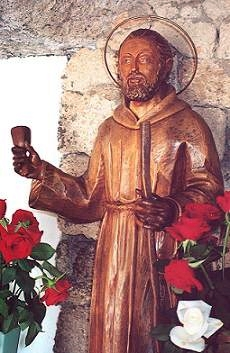
تمثال سان هيرمانو بيدرو في ضريحه بالقرب من الميدانو

كما هو الحال في بقية إسبانيا، ومعظم سكان الجزيرة هي المسيحية الكاثوليكية. ولكن هناك جالية كبيرة من المسلمين والبروتستانت واتباع الديانات الأخرى. من أهم الأعياد الدينية التي تعقد في الجزيرة (في واقع الأمر أهم عيد ديني في جزر الكناري) هو الحج إلى مدينة كانديلاريا الذي يعقد في شهر أغسطس من كل عام. الناس يأتون إلى هذا الضريح لعبادة العذراء مريم (أم يسوع) الذي يدعى هذه الجزيرة بعد سيدة كانديلاريا، شفيع لجزر الخالدات. أنجبت تنريفه اثنين من القديسين المهمين بيدرو دي بيتانكور وجوزيه دي أنشيتا. كان كلا المبشرين ذو نشاط كبير في الأمريكتين. ومن المهم أيضًا التأكيد على ماريا دي ليون صاحبة السمعة المقدسة، وهي مبجلة للغاية في جميع أنحاء الأرخبيل.
وكذلك يوجد بترنيفي مقر الفدرالية الإسلامية بجزر الكناري.

## صور من تنريفه

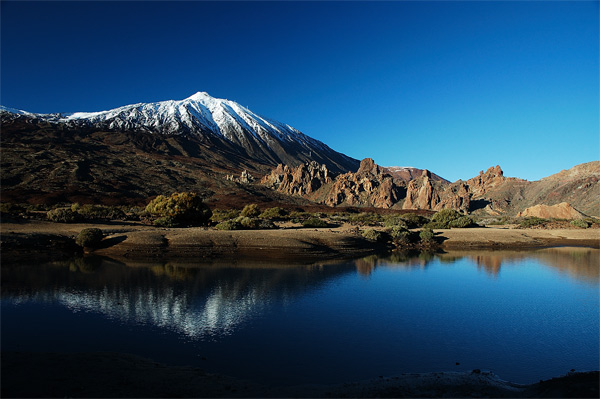
ال تيد ارتفاعه 3718 متر
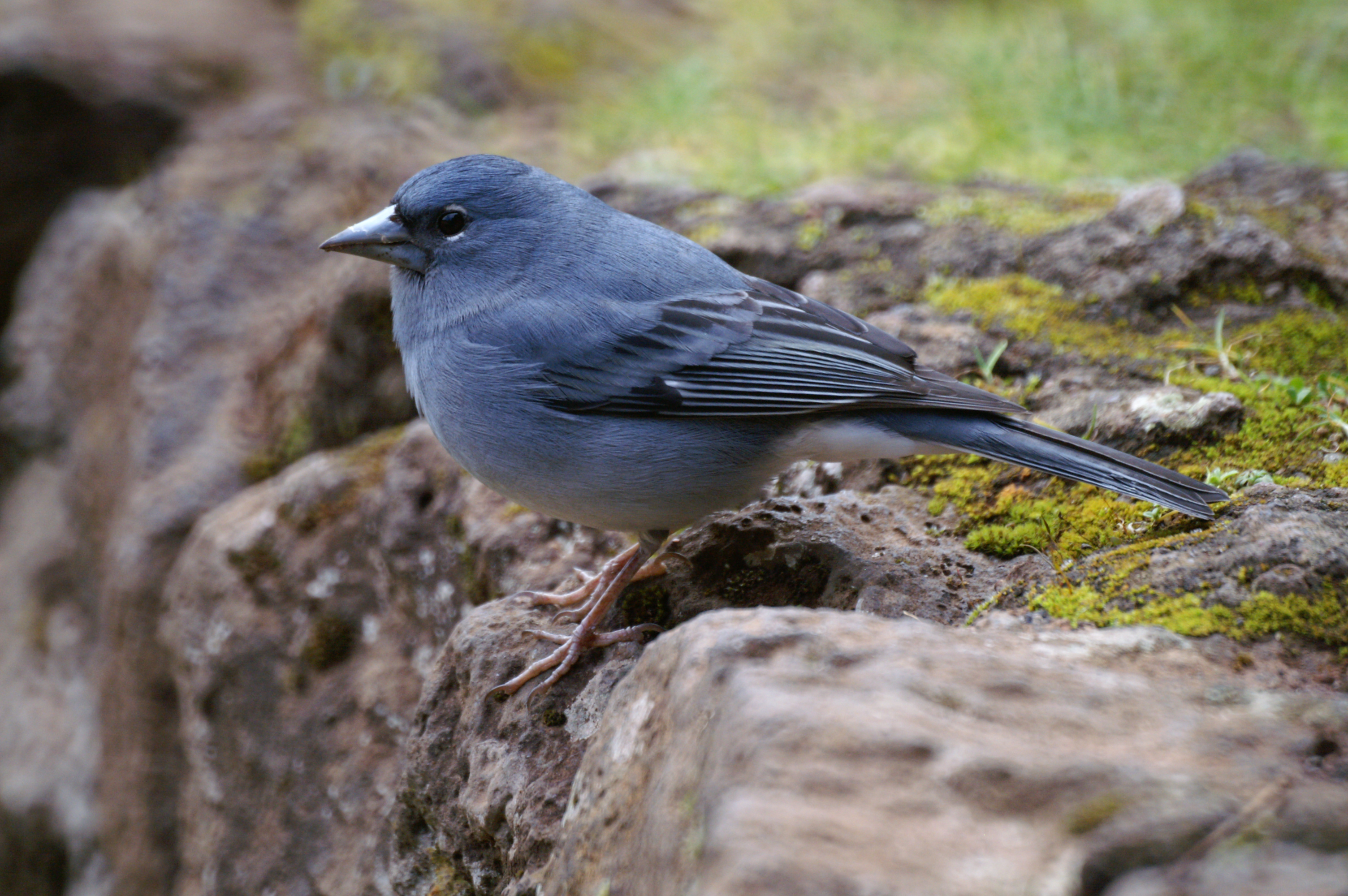
الحسون الظالم الأزرق
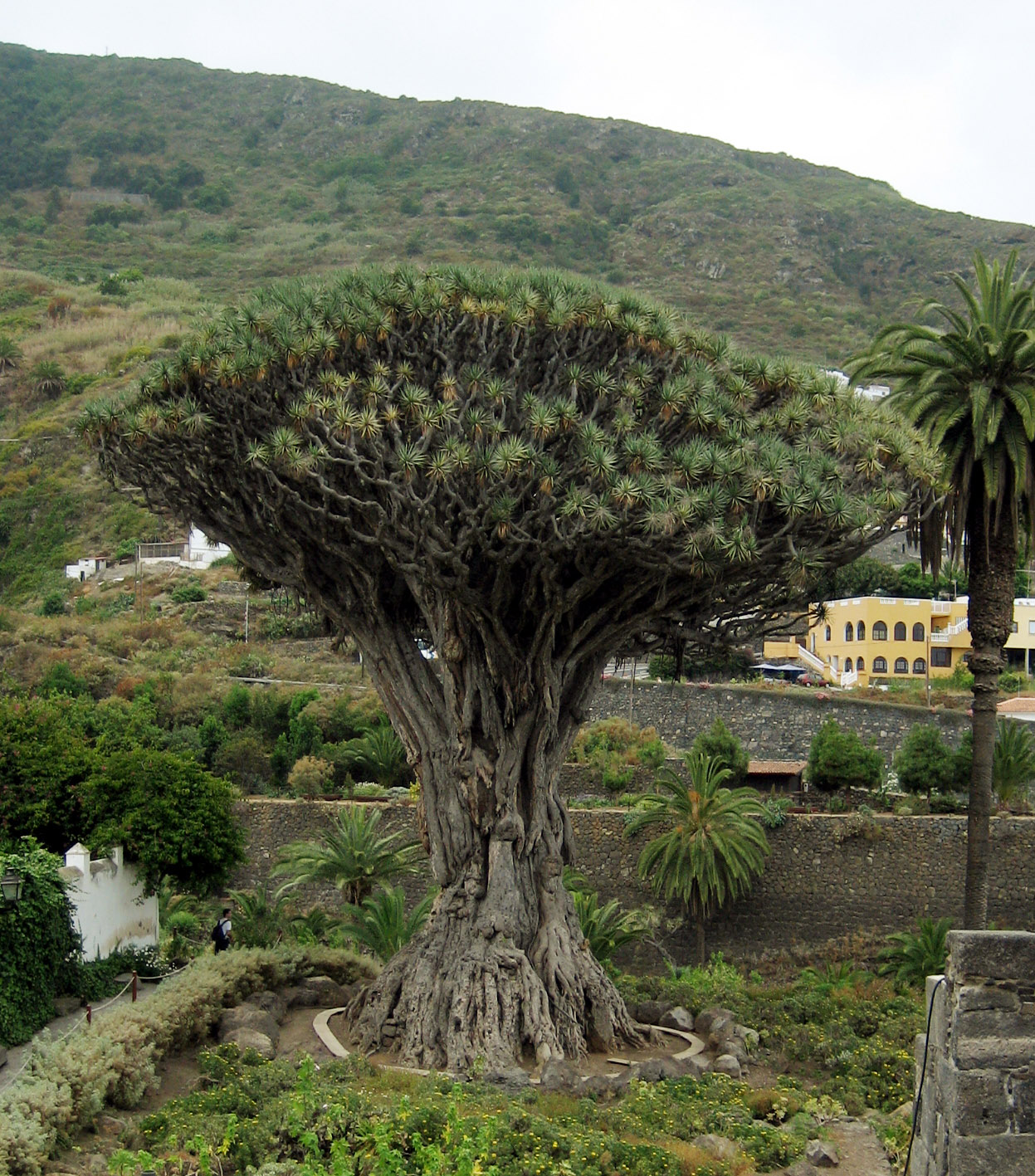
"شجرة التنين"
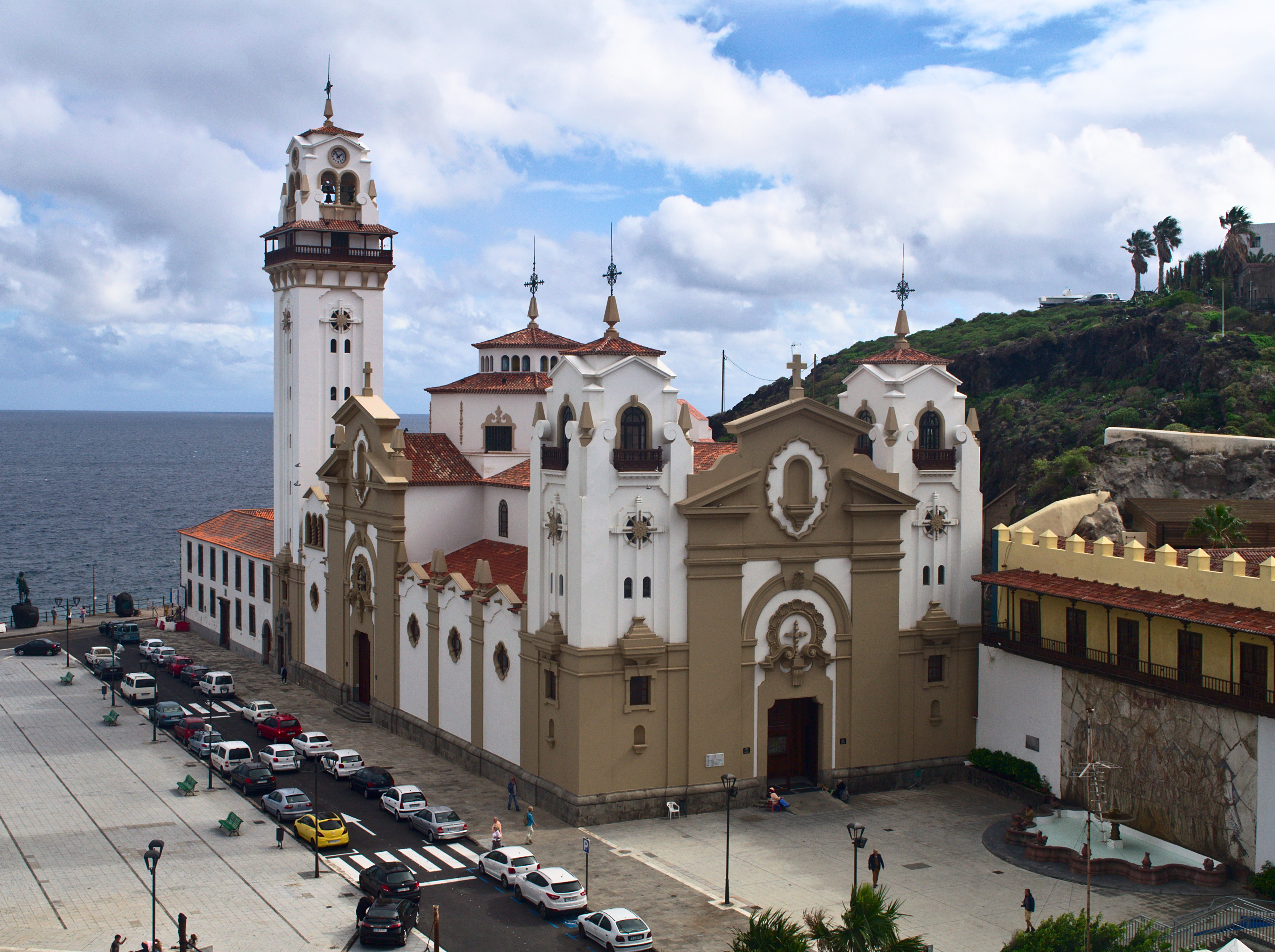
بازيليكا دي كانديلاريا
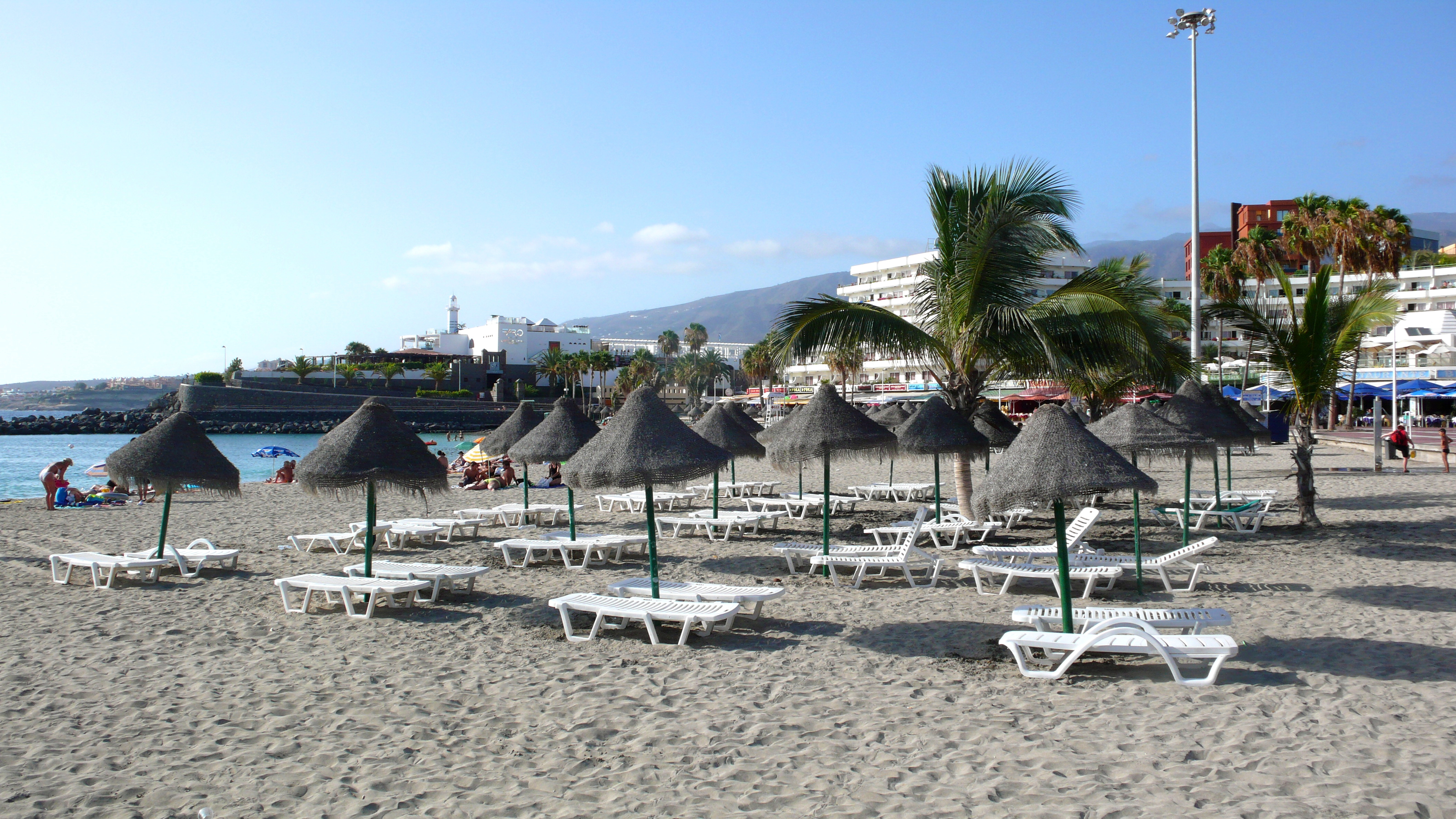
مصيف "تورفيسكاس"
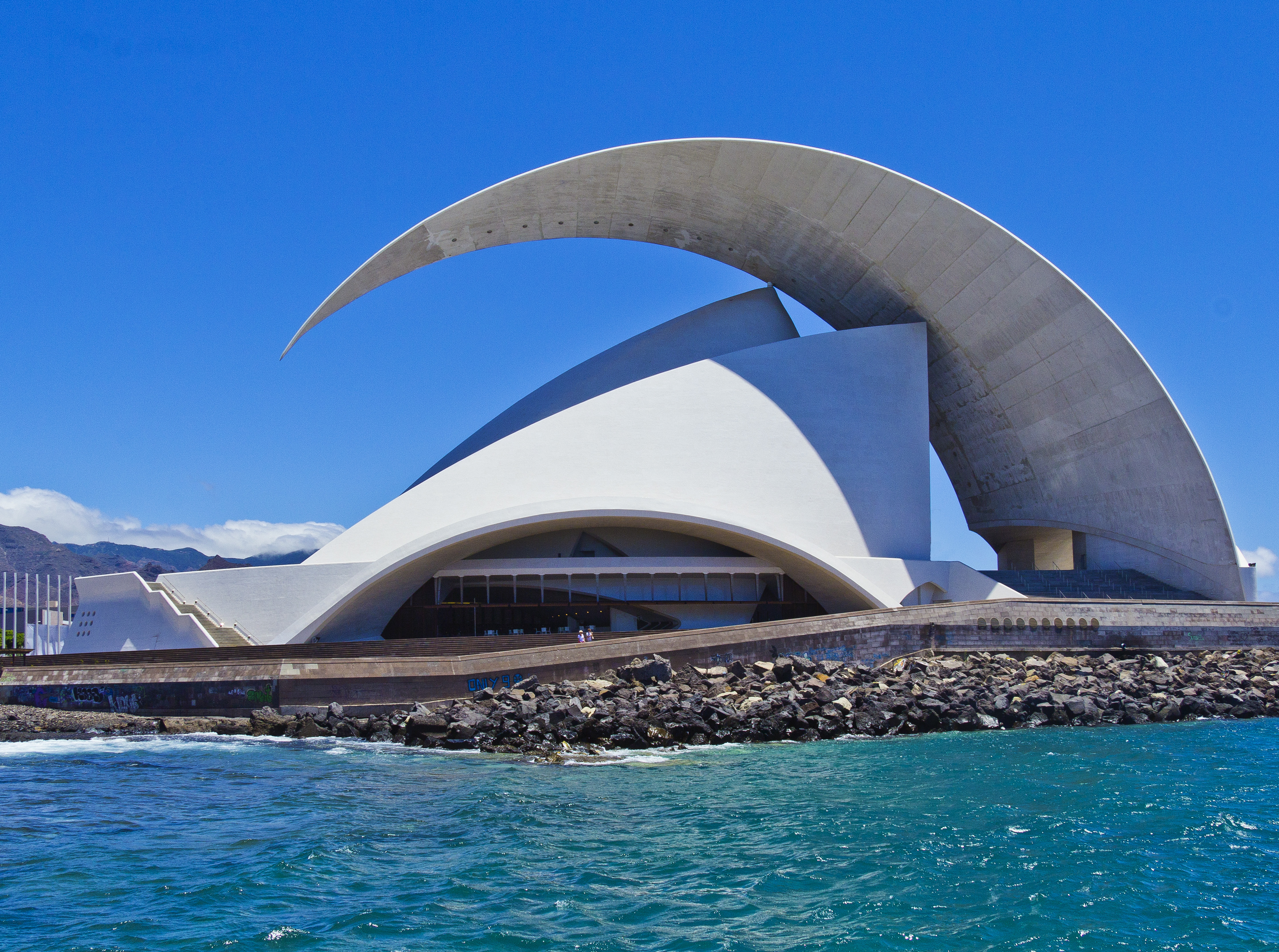
دار الأوبرا في تنريف
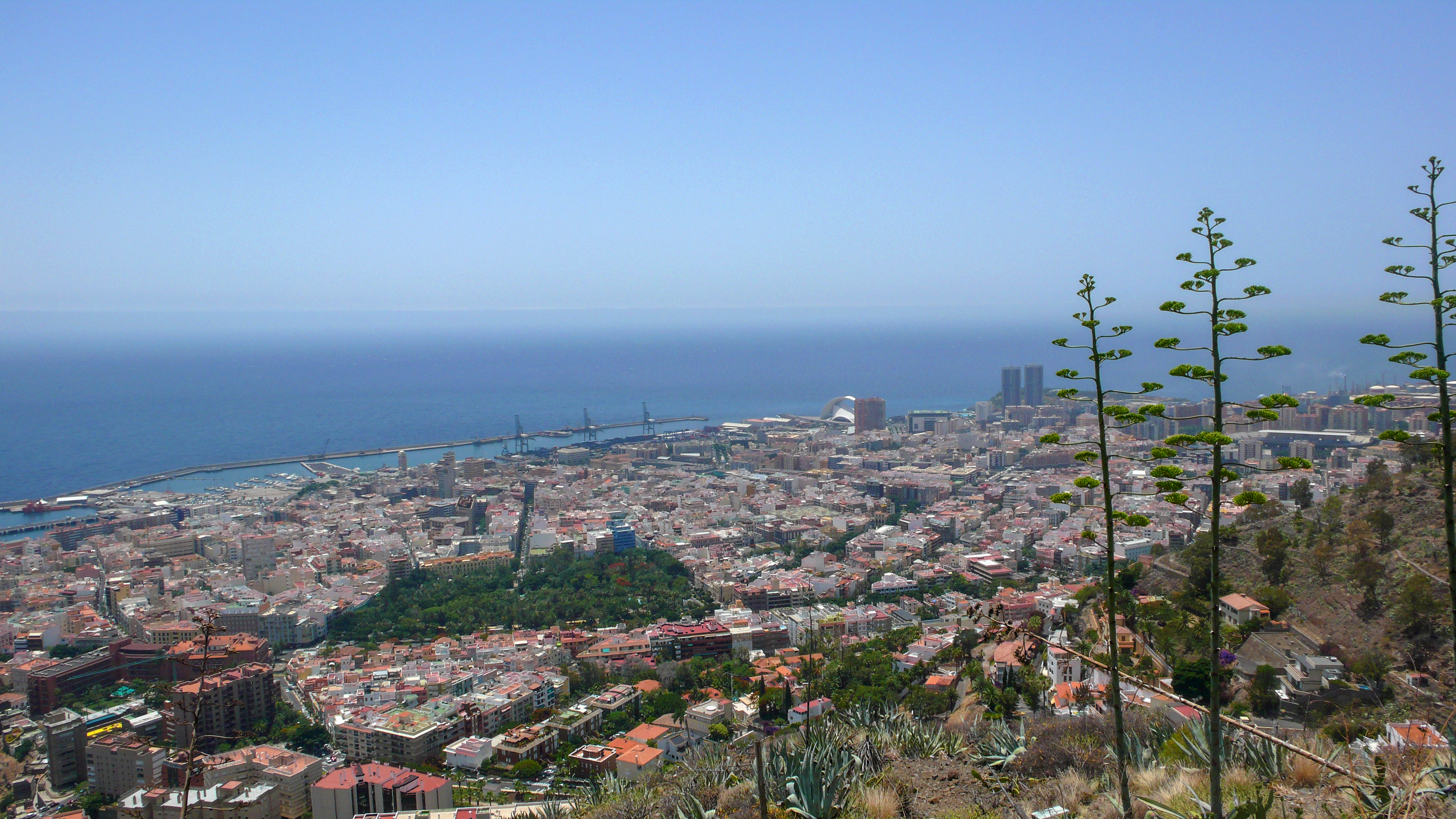
سانتا كروث دي تينيريفه
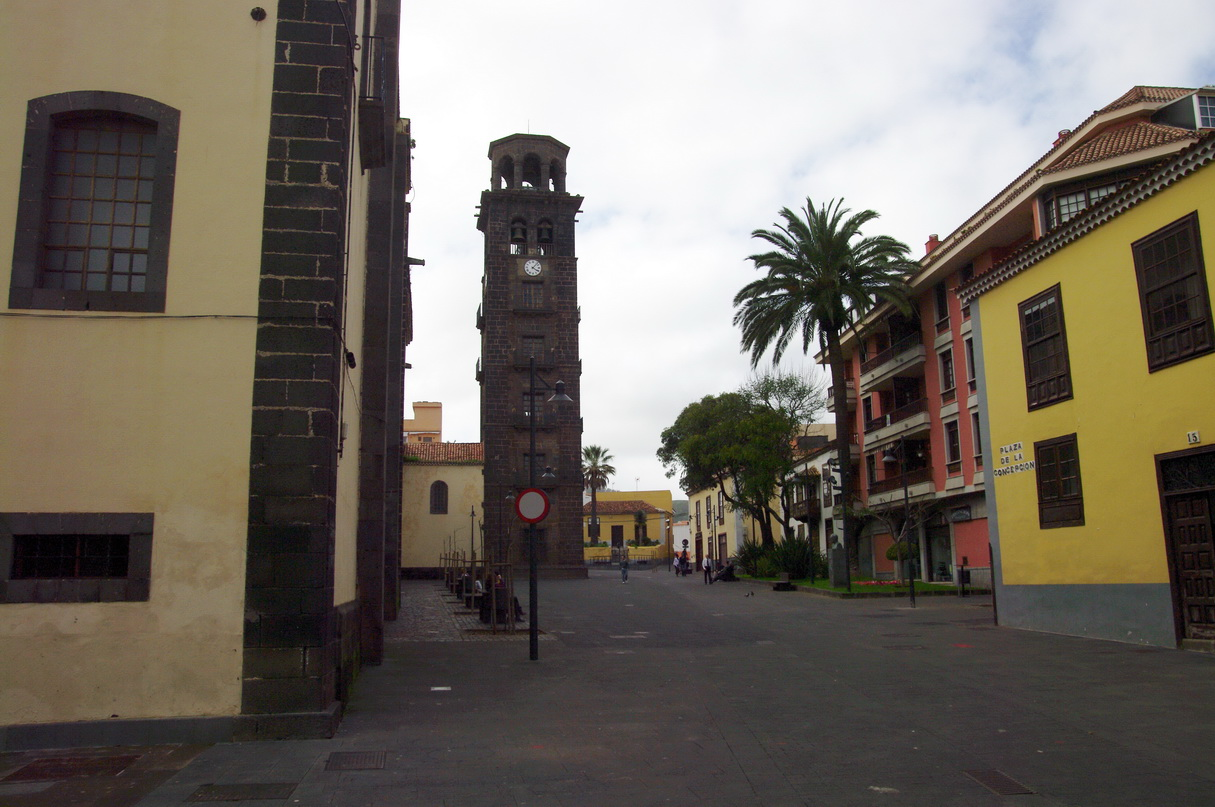
سان كريستوبال دي لا لاغونا
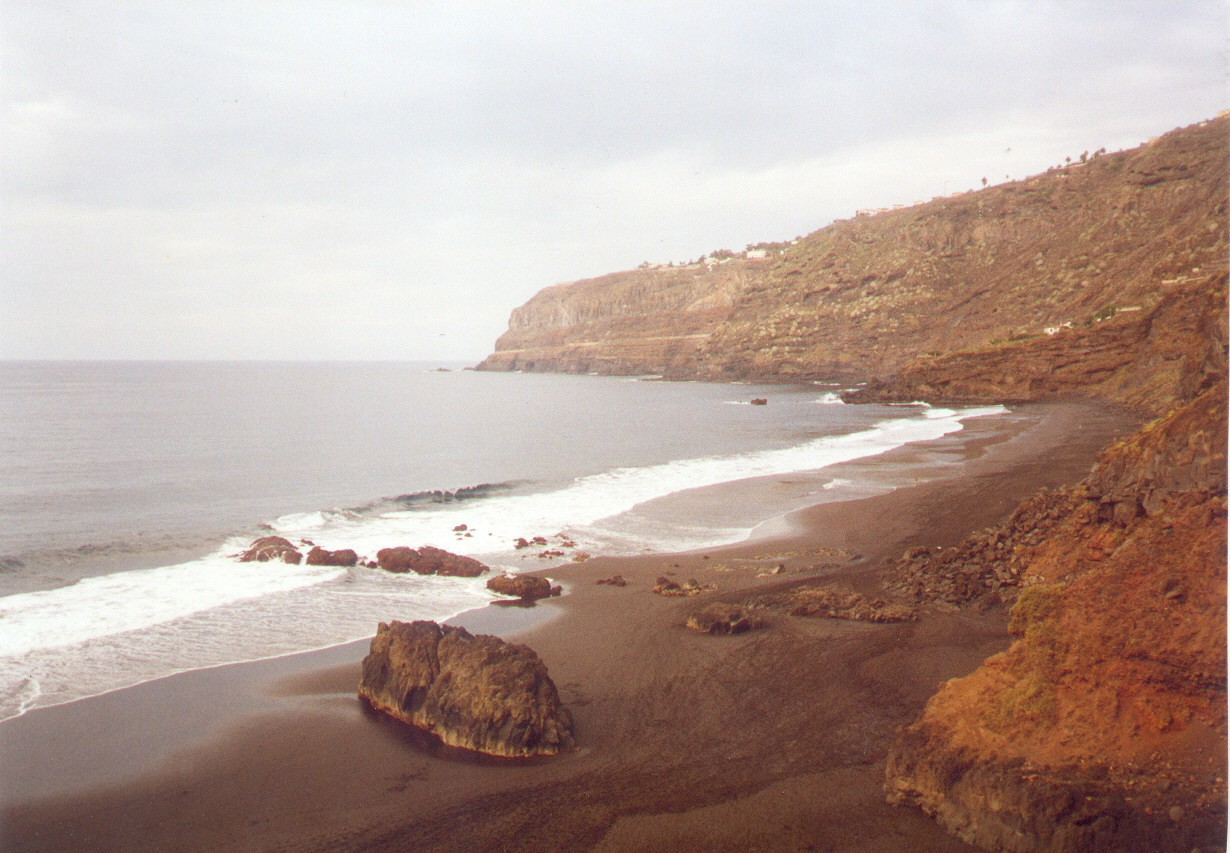
شاطيء "لوس باتوس" في الشمال
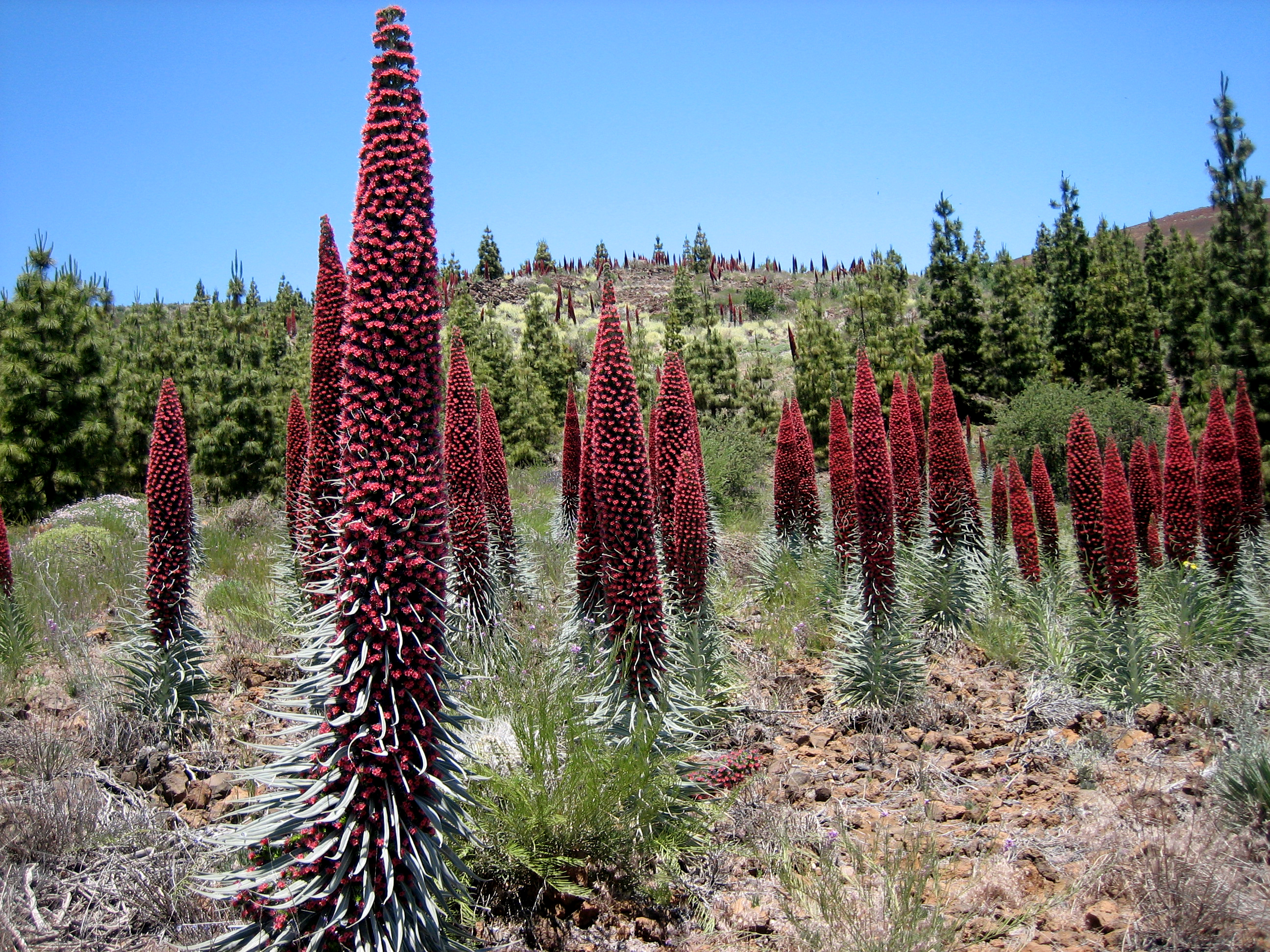
بوغَلْصُن[25] الأحمر
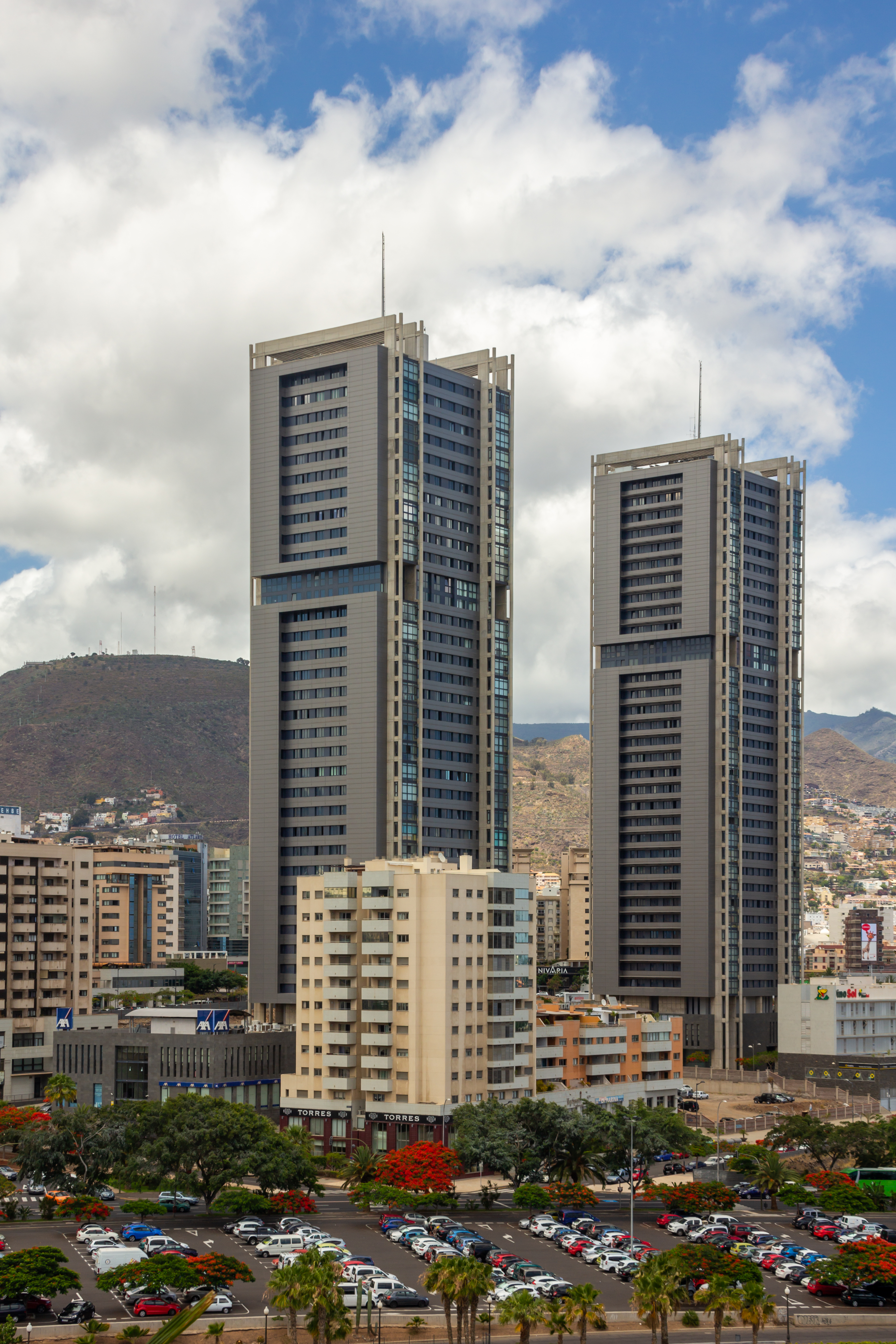
توريس دي سانتا كروث
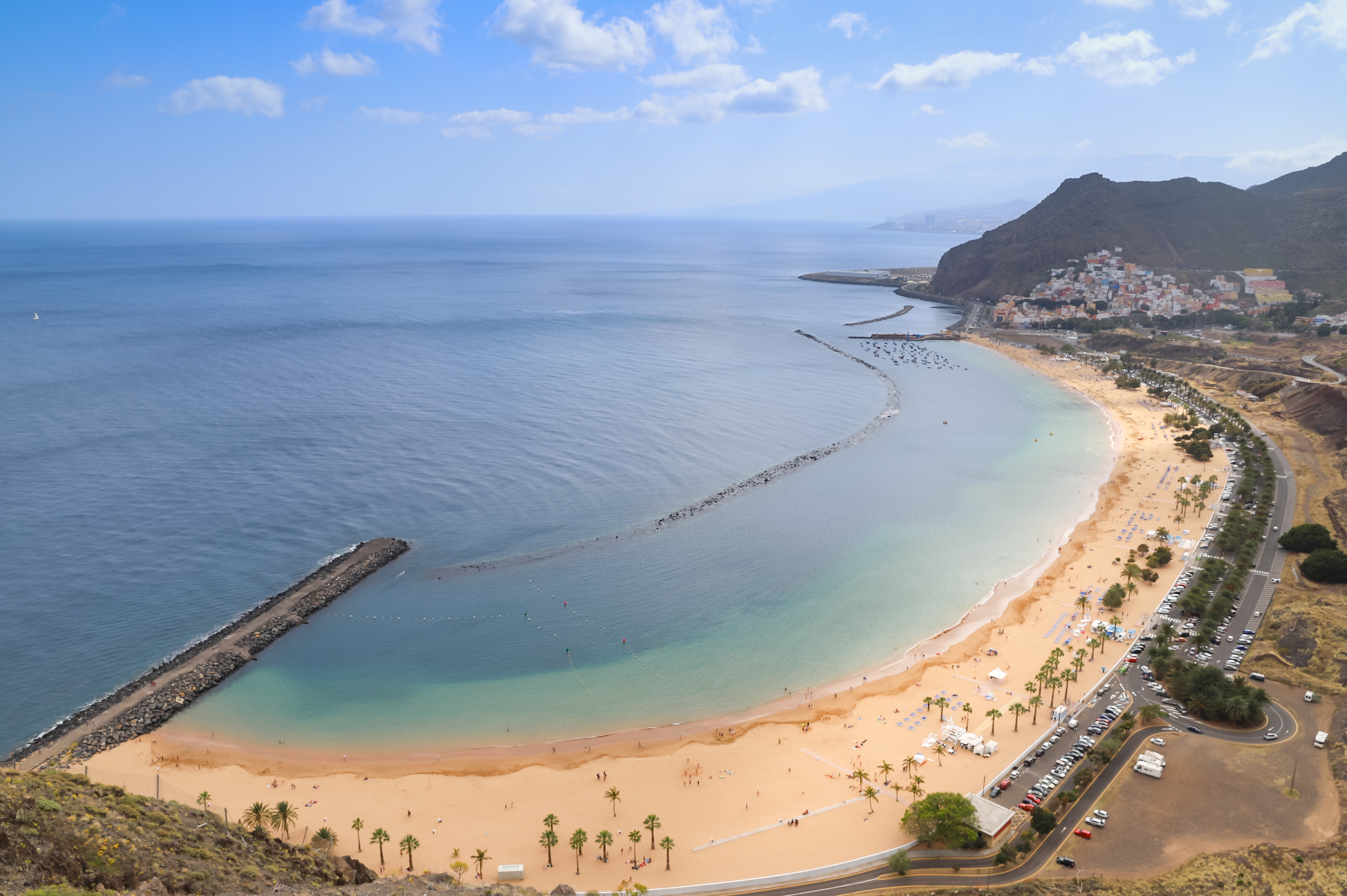
شاطئ تيريسيتاس

## الروابط الخارجية
- موقع جزيرة تنريفه